# Tattersall, Stockholm

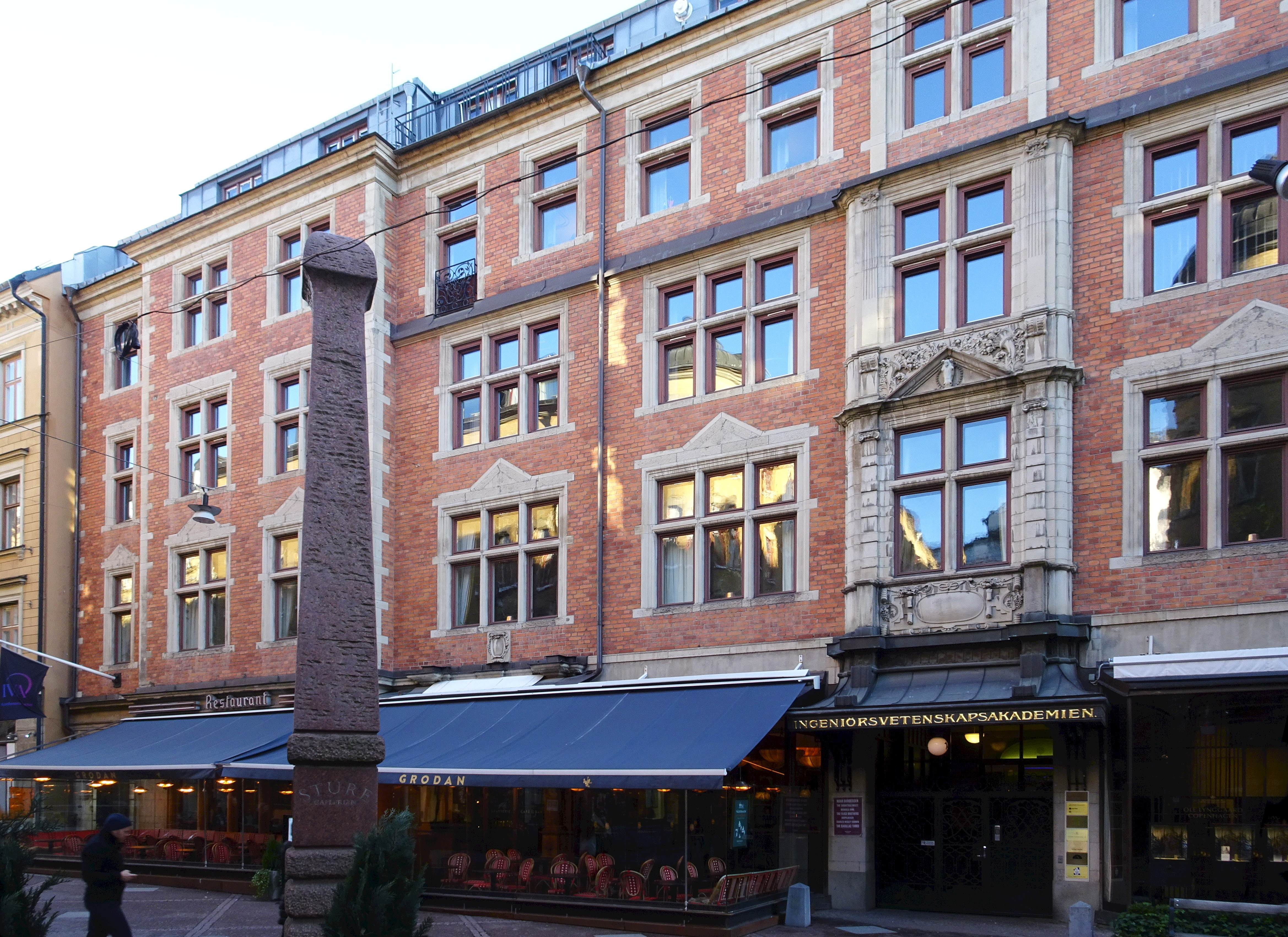
Tattersalls fasad mot Grev Turegatan med restaurang Grodan och Ingenjörsvetenskapsakademiens huvudentré, februari 2020.

Tattersall kallas en byggnad i kvarteret Riddaren vid Grev Turegatan 12–16 på Östermalm i Stockholm. Huset uppfördes 1896–1898 som påkostat ridhus med stall och restaurang och byggdes om för Kungliga Ingenjörsvetenskapsakademien efter en brand 1913. Fastigheten Riddaren 10 är blåmärkt av Stadsmuseet i Stockholm vilket innebär att det representerar "synnerligen höga kulturhistoriska värden".

## Historik

### Aktiebolaget Tattersalls nya byggnad
| Ritningar: bottenvåning och våning 1 trappa. |  | Ritningar: bottenvåning och våning 1 trappa. |
| Ritningar: bottenvåning och våning 1 trappa. |  |                                              |

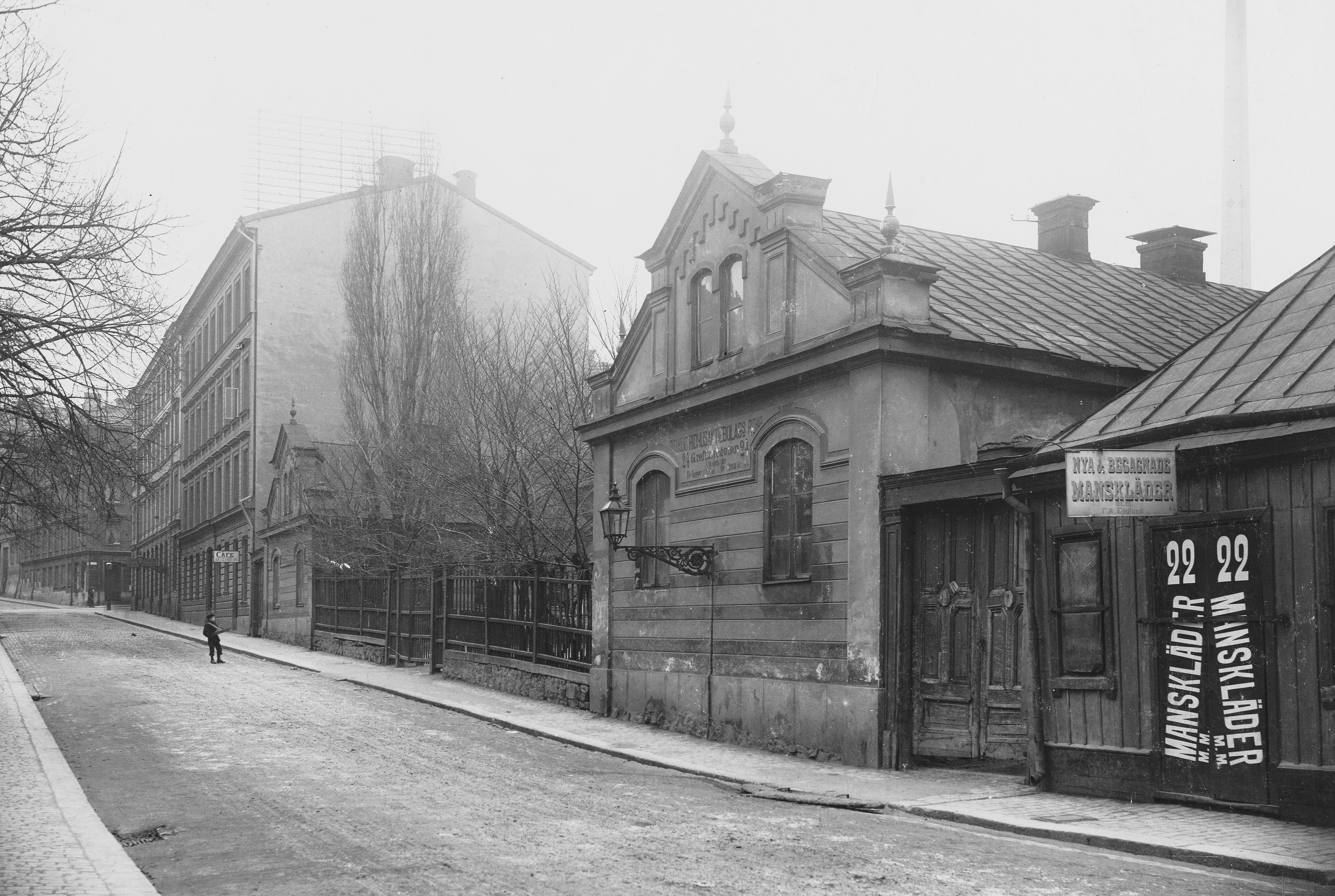
Föregångaren: Ridhusbolags ridhus.

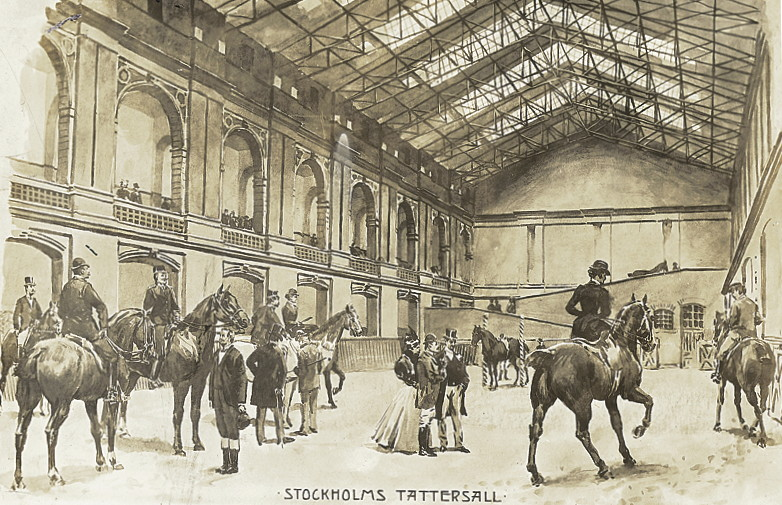
Tattersalls ridhus.

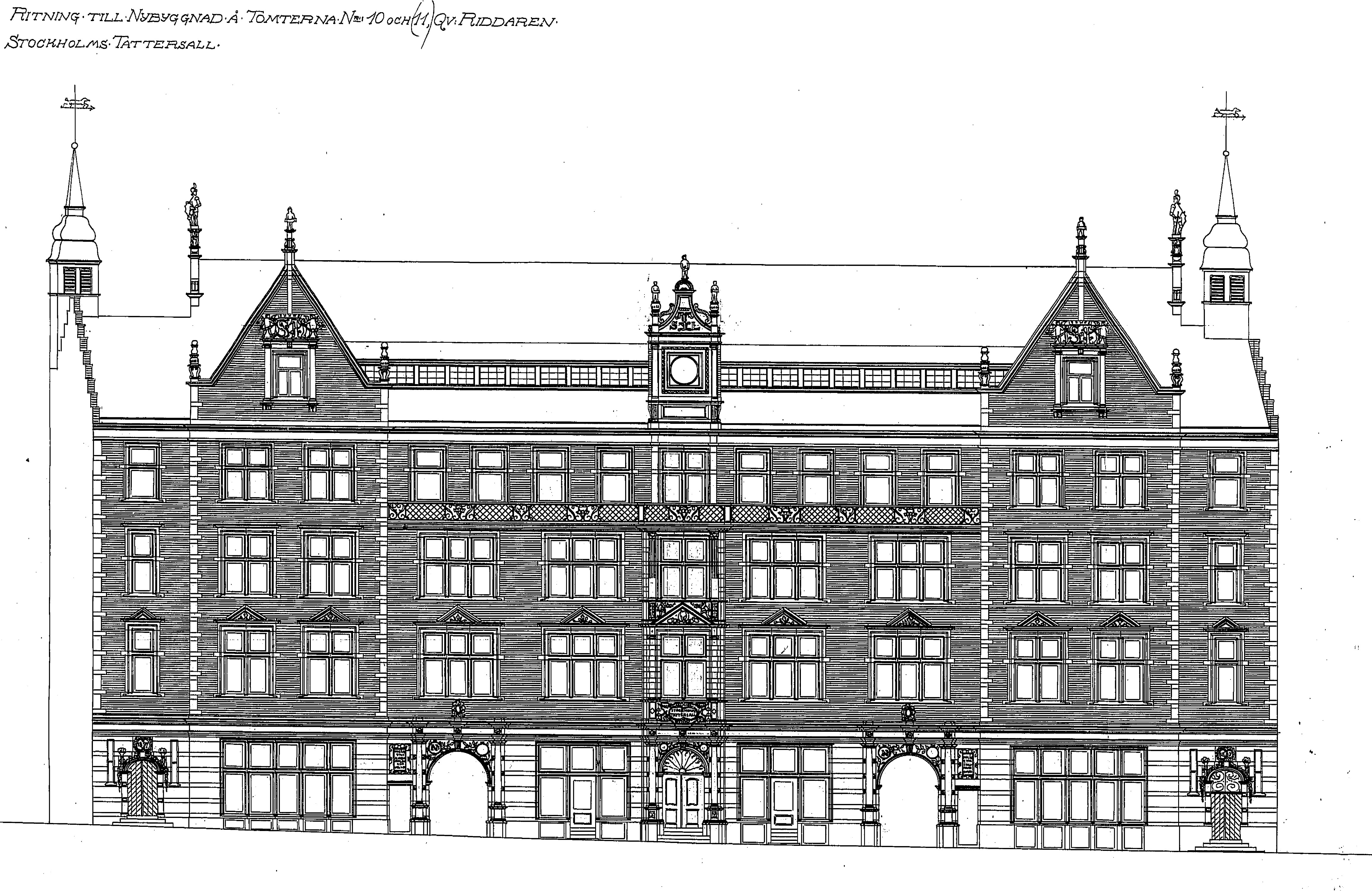
Tattersalls fasadritning.

På platsen fanns redan ridhus och stall uppfört 1872 efter ritningar av arkitekten Johan Fredrik Åbom på uppdrag av Stockholms Ridhus AB. Anläggningen hade plats för ett fyrtiotal hästar, ridhus, kontor och en gård. Här visade ibland ”konstberidare” sina konster på hästryggen och allmänheten kunde beskåda ”sällsynta djur”.
I mitten av 1890-talet beslöt det då nybildade Stockholms Tattersall AB att riva anläggningen och på två sammanslagna tomter (Riddaren 10 och 11) låta uppföra ett så kallat Tattersall. Namnet har med ridsport att göra och härrör från Richard Tattersall (1724-1795), som 1766 grundade de första Tattersalls i London. Tattersalls var en sorts eleganta och mycket påkostade ridhus och ridstall med skötsel av inackorderade hästar samt tillhörande "refreshment rooms". Ridsport var huvudinriktningen, men verksamheten var även ett nöjesetablissemang för stadens välbärgade invånare. Man bedrev kapplöpningar, vadhållning och utställningar och lawntennis samt velocipedåkning. Så småningom öppnade Tattersalls i Paris, Berlin, New York och Sydney.
År 1896 gick arkitektuppdraget för Stockholms och Sveriges första Tattersall till arkitekterna Kasper Salin och Gustaf Lindgren att rita den nya anläggningen. Troligen blev Lindgren huvudansvarig för projektet eftersom Sahlin 1898 utnämndes till Stockholms stadsarkitekt. Teknisk Tidskrift menade, att med nybygget hade ”Stockholm ryckt upp i ledet bland verkliga storstäder.” Stockholms Tattersall bestod av ett gathus mot Grev Turegatan och en rid- och stallbyggnad inåt gården.
Gathusets fasader uppfördes i rött murtegel med utsmyckningar i kalksten från Yxhult. I bottenvåningen låg butikslokaler och Restaurant Tattersall. Hela det övre våningsplanet upptogs av en påkostad festvåning med sidentapeter, förgyllningar, stuck och speglar, därtill tre mindre salonger som inbördes var förbundna med skjutdörrar. När de drogs åt sidan fick man en 47 meter lång sammanhängande sal, troligen den största på sin tid i Stockholm. På våning två trappor upp låg klubbvåningen med lokaler för sport och idrott, däröver en våning med kontor och bostäder för bland andra ridhuschefen och källarmästaren. Högst upp på vindsvåningen fanns en kombinerad velociped- och tennisbana samt en velociped- och tennisskola.
Själva ridanläggningen med stall för 90 hästar och två ridsalar låg på innergården och upptog nästan hela den kvarvarande tomten. Den större ridsalen hade musikläktare och en läktare för omkring 300 åskådare. På kortsidornas väggar uppsattes stora speglar där de ridande kunde betrakta sig själva. I anslutningen fanns selkammare, hovsmedja, omklädningsrum med dusch för damer respektive herrar.
För husets konstruktioner ansvarade ingenjören Per Axel Lindahl. Den tekniska utrustningen var enligt senaste standard, bland annat fanns en lokal ångpanna för centralvärme som även drev en generator för elektrisk belysning. Anläggningens konstruktör var VVS-ingenjören Wilhelm Dahlgren. Stockholms Tattersall invigdes i december 1898.

Interiörbilder
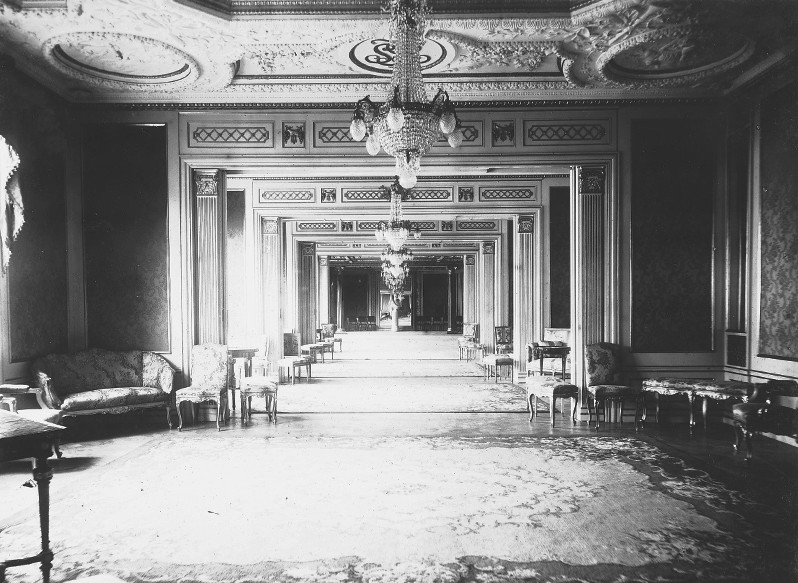
Festvåningen.
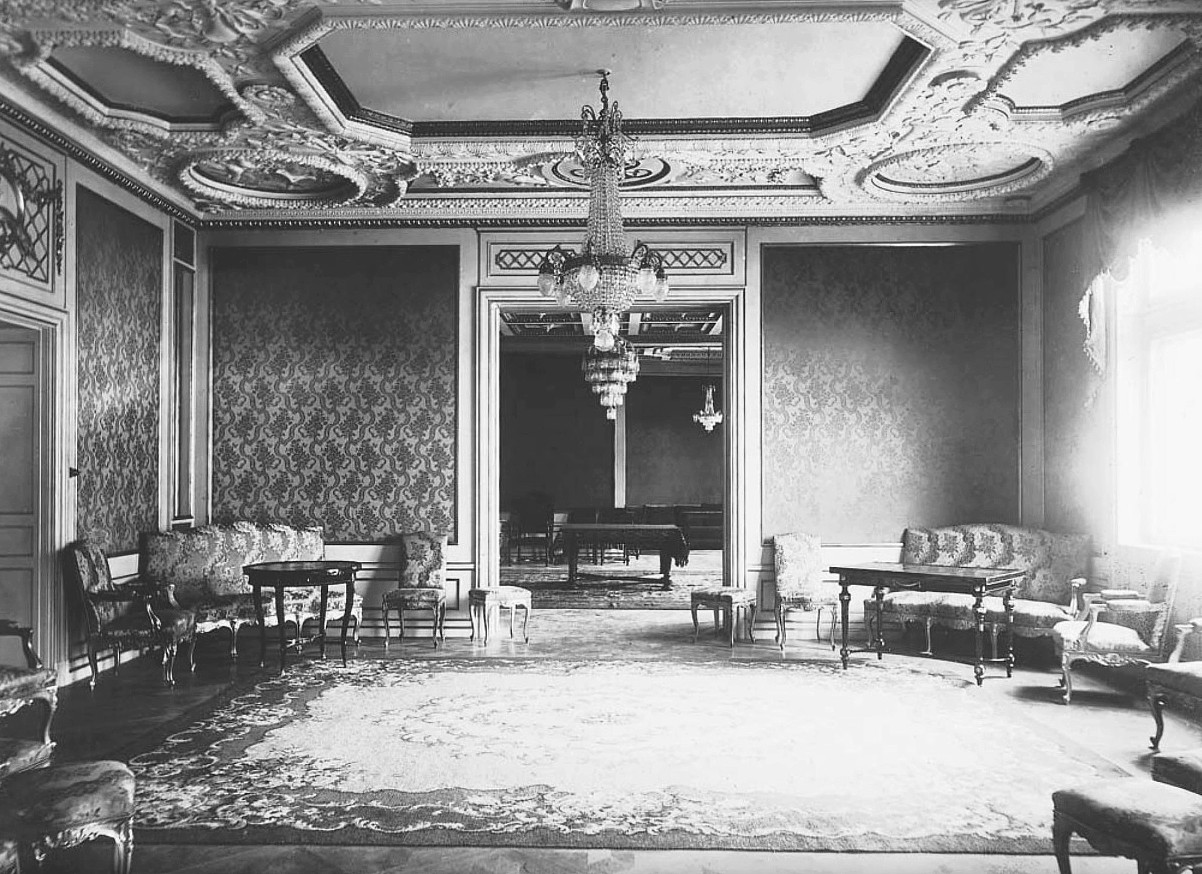
Salongen.
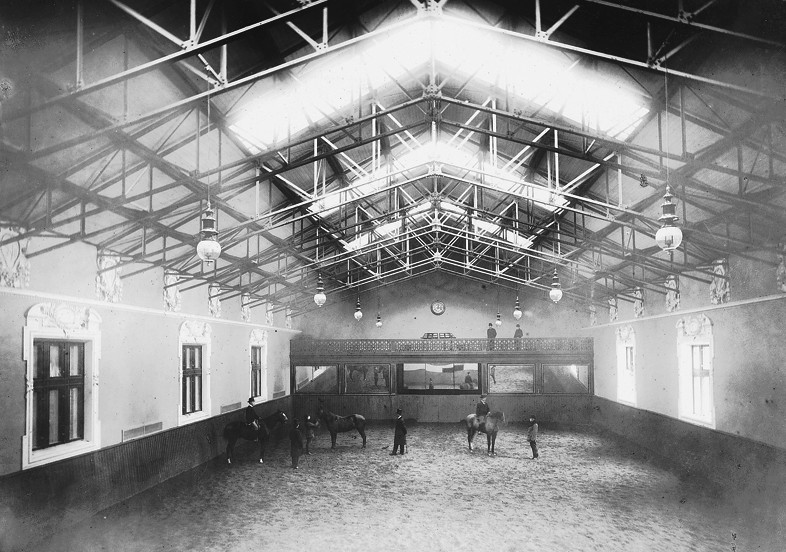
Ridsalen.
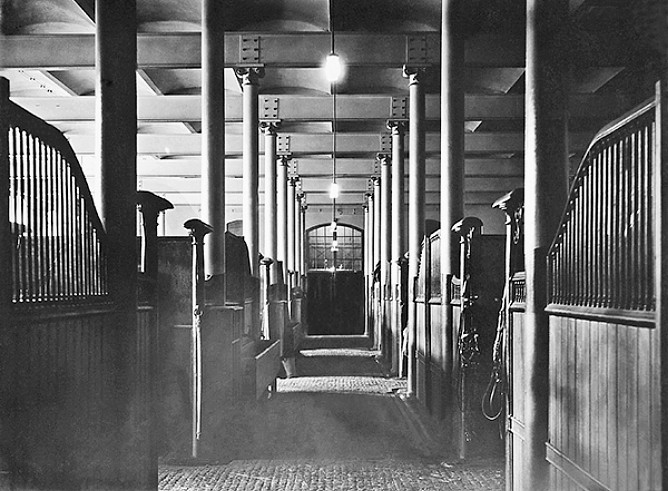
Häststallet.

### Konkurs och nya ägare
Trots publik framgång gick Stockholms Tattersall AB redan efter två år i konkurs på grund av bristande lönsamhet och den dyrbara driften. Ridverksamheten avvecklades, bara Restaurant Tattersall fortsatte dock under ny regi. Fastigheten förvärvades av Fastighetsaktiebolaget Riddaren som lät bygga om anläggningen och lokalerna togs över av det nygrundade varuhuset Nordiska Kompaniet (NK). Här öppnade NK en filial med verkstäder, magasin och butiksutställning för varuhusets möbel- och sängklädesavdelning. Själva varuhuset låg då fortfarande i KM Lundbergs byggnad vid Stureplan 3.

### Branden

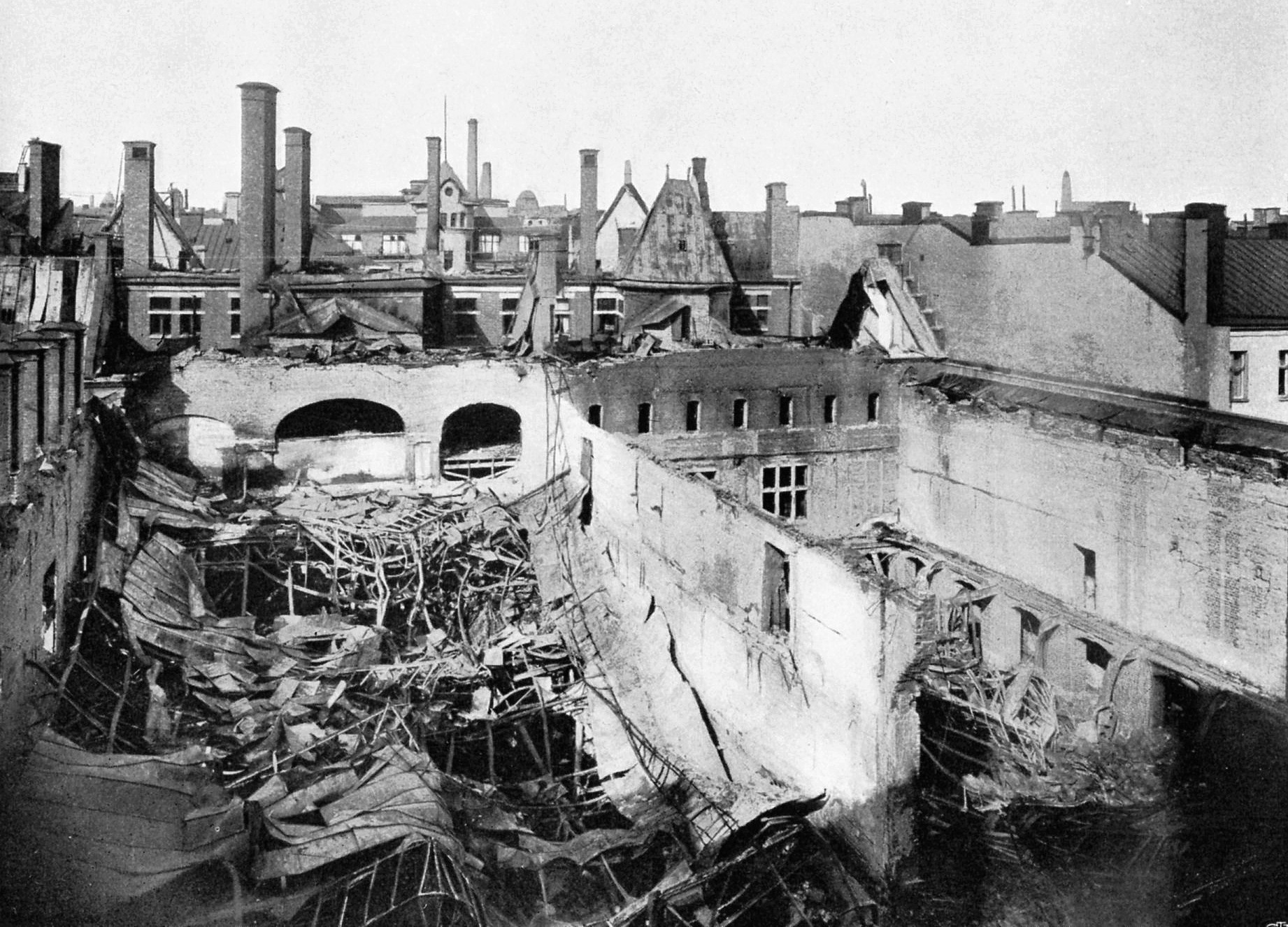
Ridhuset efter branden 1913.

NK:s verksamhet i Tattersall varade till den 18 mars 1913 då en våldsam eldsvåda utbröt i en av varuhusets tapetserarverkstäder. Elden spred sig snabb i den komplicerade byggnaden. Det stormade dessutom vilket försvårade släckningen. Brandförsvarets nya motorspruta (Stockholms första) kom till insats och den nyanskaffade Sjöångsprutan Phoenix beordrades till Nybroviken för att pumpa släckvatten till brandplatsen. Trots omfattande insatser från flera brandkårer dröjde det cirka sex timmar att få elden under kontroll. Hela NK:s möbellager och utställning brann upp, gårdsbyggnaderna med ridanläggningen totalförstördes och gatubyggnadens vindsvåning likaså. Branden på Tattersall kom att omtalas som den mest dramatiska i Stockholm på decennier.

### Ingenjörsvetenskapsakademien flyttar in
Under 1914 fullbordades en omfattande ombyggnad av fastigheten efter ritningar av arkitektkontoret Westholm & Bagger (Sigurd Westholm och dennes partner John Bagger). Ridanläggningen återställdes aldrig utan gjorde plats för en planterad innergård och ett bostadshus i östra delen av tomten (dagens Grev Turegatan 12A-12D). Ingenjörsvetenskapsakademien (IVA) flyttade in på hösten 1919 sedan dess grundare, Axel F. Enström, hade övertagit fastighetsbolagets aktier. Akademiens namn syns sedan dess i guldbokstäver på skärmtaket över huvudentrén. Däröver påminner ett skulpterat hästhuvud om den tidigare verksamheten.
I Tattersalls tidigare festvåning anordnades fester, möten och sammankomster och även akademiens årliga högtidssammankomst. I en ateljévåning på vinden inrymdes det nybildade Tekniska museet, som hade sina lokaler där från starten 1924 och fram till 1936 då man flyttade till sin nuvarande adress på Gärdet. IVA bedrev även en omfattande forskningsverksamhet i huset.

### Rivningshot, flyttplaner och renovering

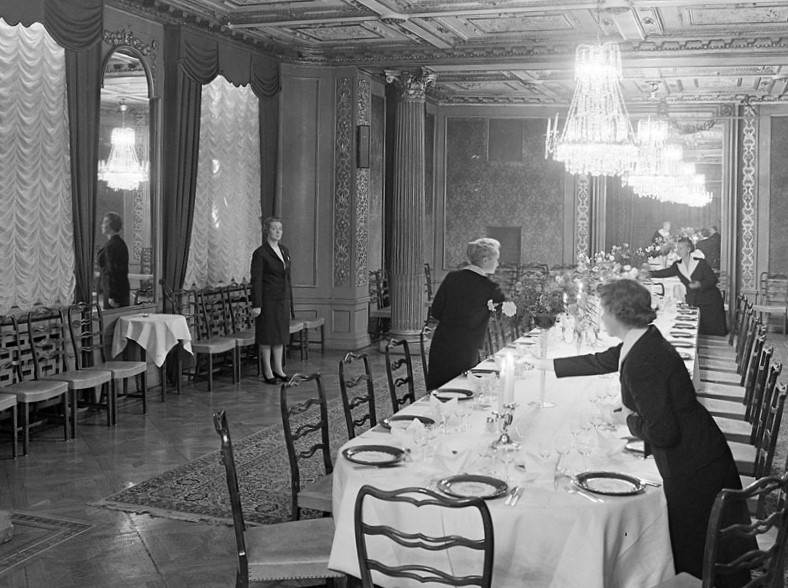
Restaurant Tattersall, 1960-tal.

Enligt ett stadsplaneförslag från 1935 skulle Grev Turegatan breddas mot östra sidan, vilket innebar att samtliga gathus i kvarteret Riddaren måste rivas, så även Riddaren 10. IVA engagerade arkitekt Ivar Tengbom att utreda olika alternativ där försäljning var det bästa under förutsättning att priset inte understeg två miljoner kronor. Stadsplanen genomfördes aldrig och IVA behöll fastigheten. Med tiden ansåg man dock att huset hade blivit omodernt och att det inklämda läget i innerstaden inte hade framtiden för sig.
Möjligheten att etablera akademien i andra lokaler utreddes vid flera tidpunkter, bland annat i ett planerat nybygge vid Drottning Kristinas väg på Norra Djurgården. Under hela 1960-talet svävade flyttplaner och rivningsbeslut över huset men de sköts ständigt framåt. Under tiden fortgick akademiens verksamheten som hade karaktären av ett permanent provisorium.
Slutligen beslöt man att stanna kvar i sina historiska lokaler vid Grev Turegatan och rusta upp dem. År 1983 invigdes den så kallade Wallenbergsalen som lades under innergården, ungefär där ridhuset hade legat. Salen ritades av arkitekt Wolfgang Huebner och White Arkitekter.

### Fastigheten idag
År 2010 renoverades bankettsalen och de övriga paradrummen till så nära originalskicket som möjligt, även denna gång efter ritningar av White Arkitekter. Idag (2020) finns förutom IVA:s lokaler ett 30-tal hyreslägenheter i fastigheten på innergården samt omkring tio externa hyreskontor, några butiker och restaurang Grodan som ligger i Restaurant Tattersalls gamla lokaler. Restaurangen behöll sitt ursprungliga namn från starten 1899 till 1969, bortsedd från en kort tid under 1920-talet då det kallades Ekegårdhs efter sin ägare Waldemar Ekegårdh. På 1970-talet drevs restaurangen under namnet Bolaget av krögaren och "nöjeskungen" Sten Holmqvist. 1985 övertog Hans Mörk restaurangen tillsammans med bröderna Broström. Stället nyöppnade under namnet La Grenouille, vilket betyder "grodan" på franska. Grodan blev sedan ett mera folkligt namn och så heter restaurangen fortfarande idag.

Nutida bilder, fasaddetaljer mot Grev Turegatan
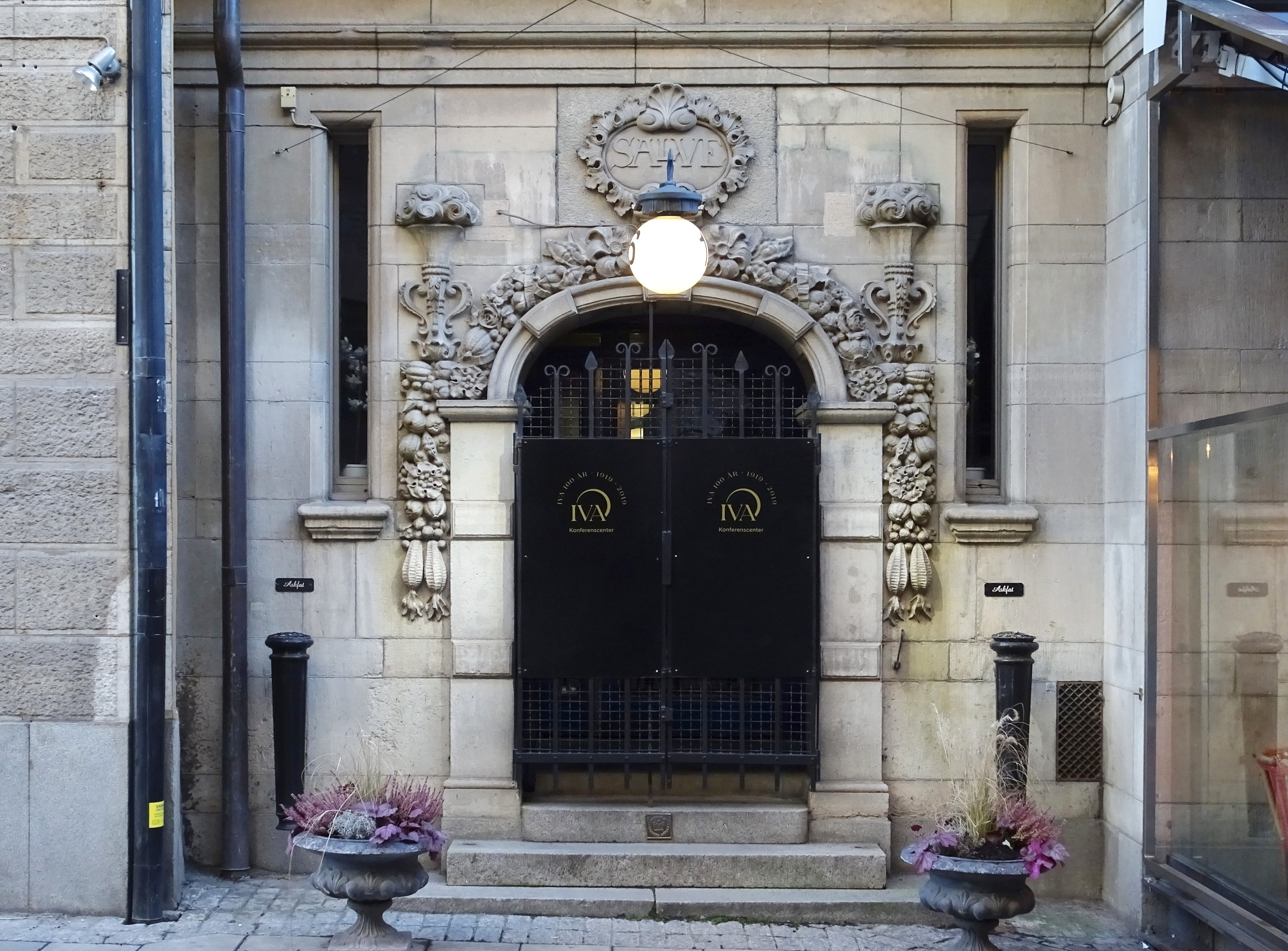
Grev Turegatan 16, entré till IVA:s konferenscenter.
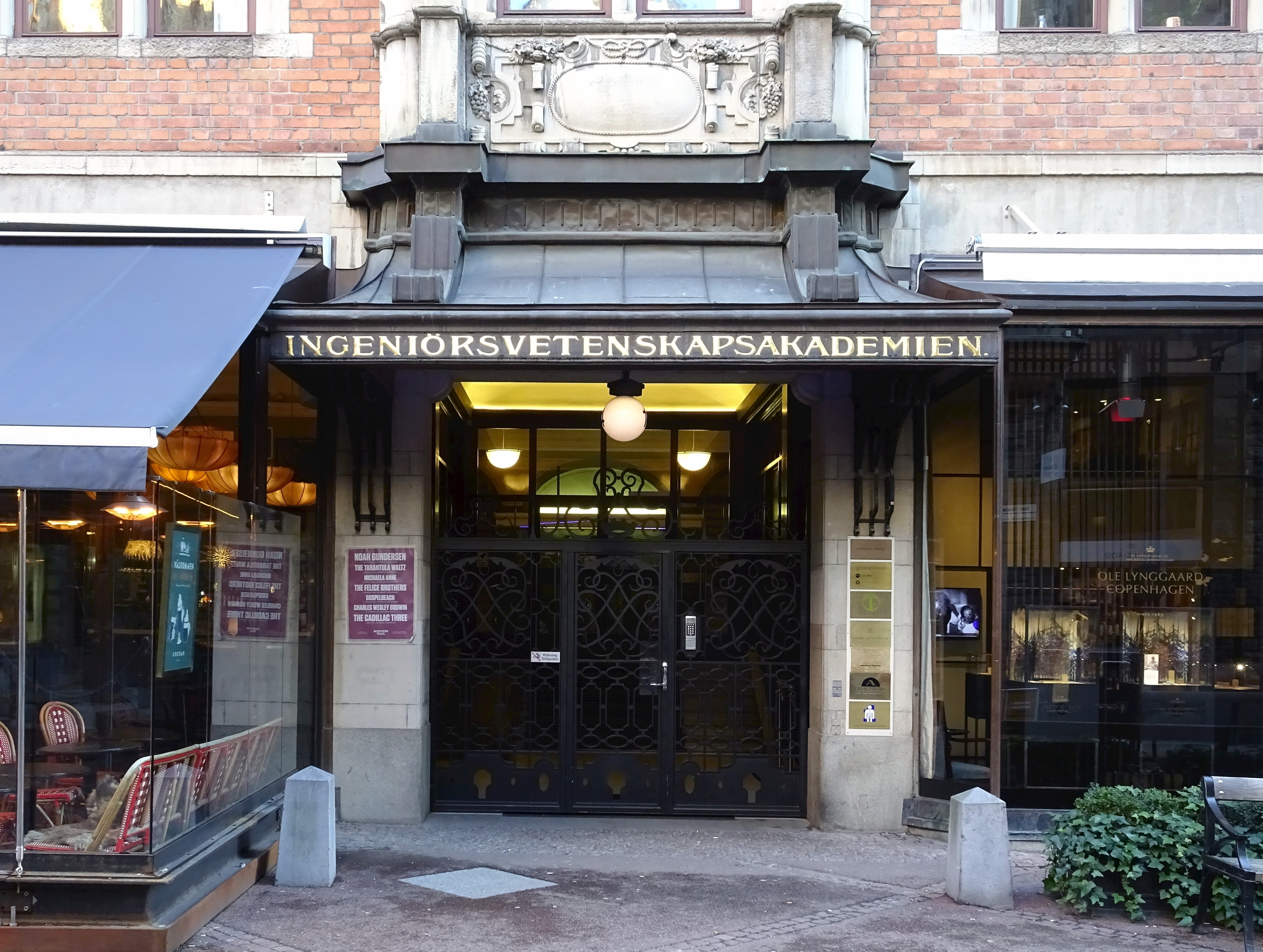
Grev Turegatan 14, IVA:s huvudentré.
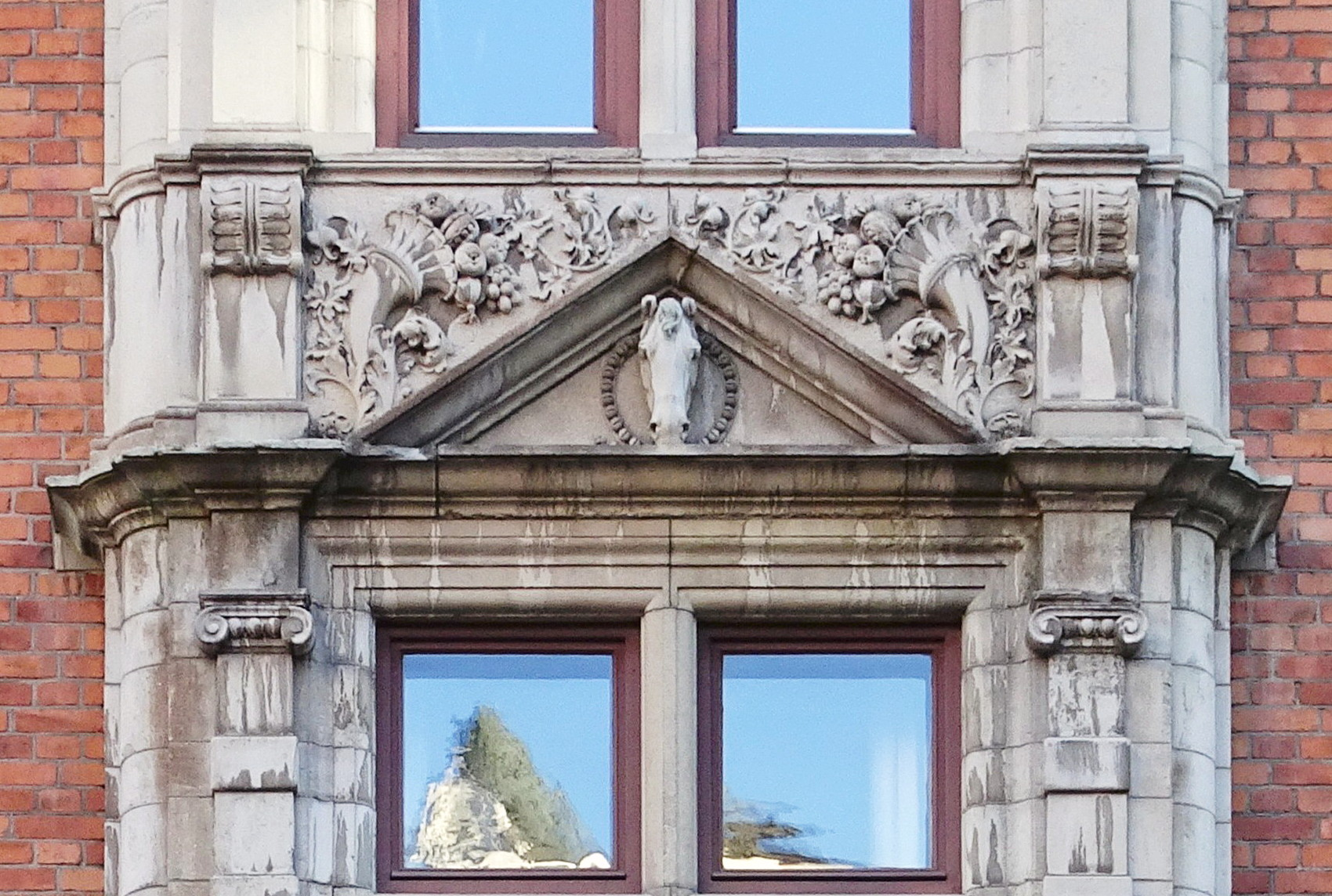
Ett skulpterat hästhuvud påminner om den ursprungliga verksamheten.
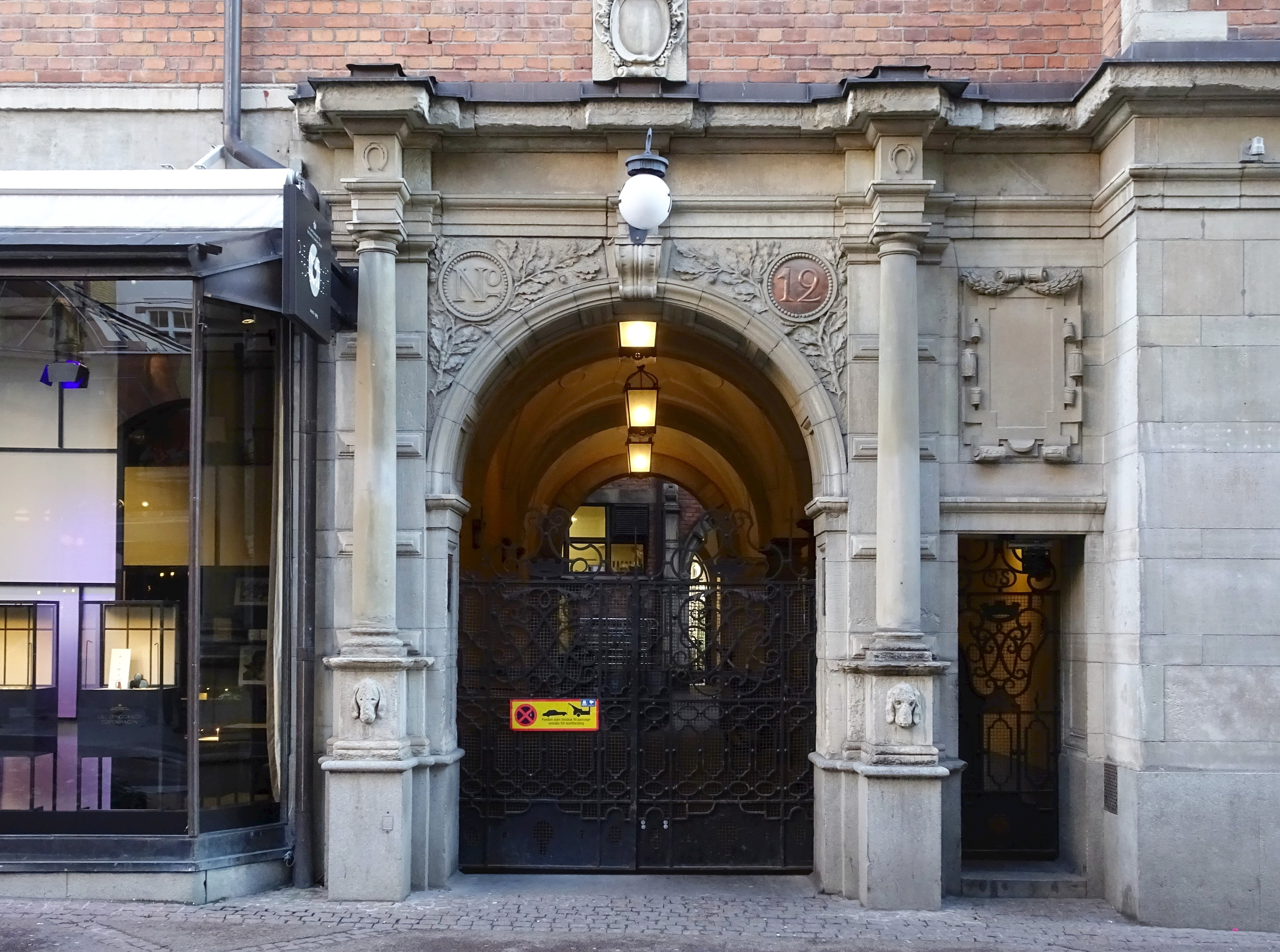
Grev Turegatan 12, entré till innergården.

Nutida bilder, portgångar och innergården
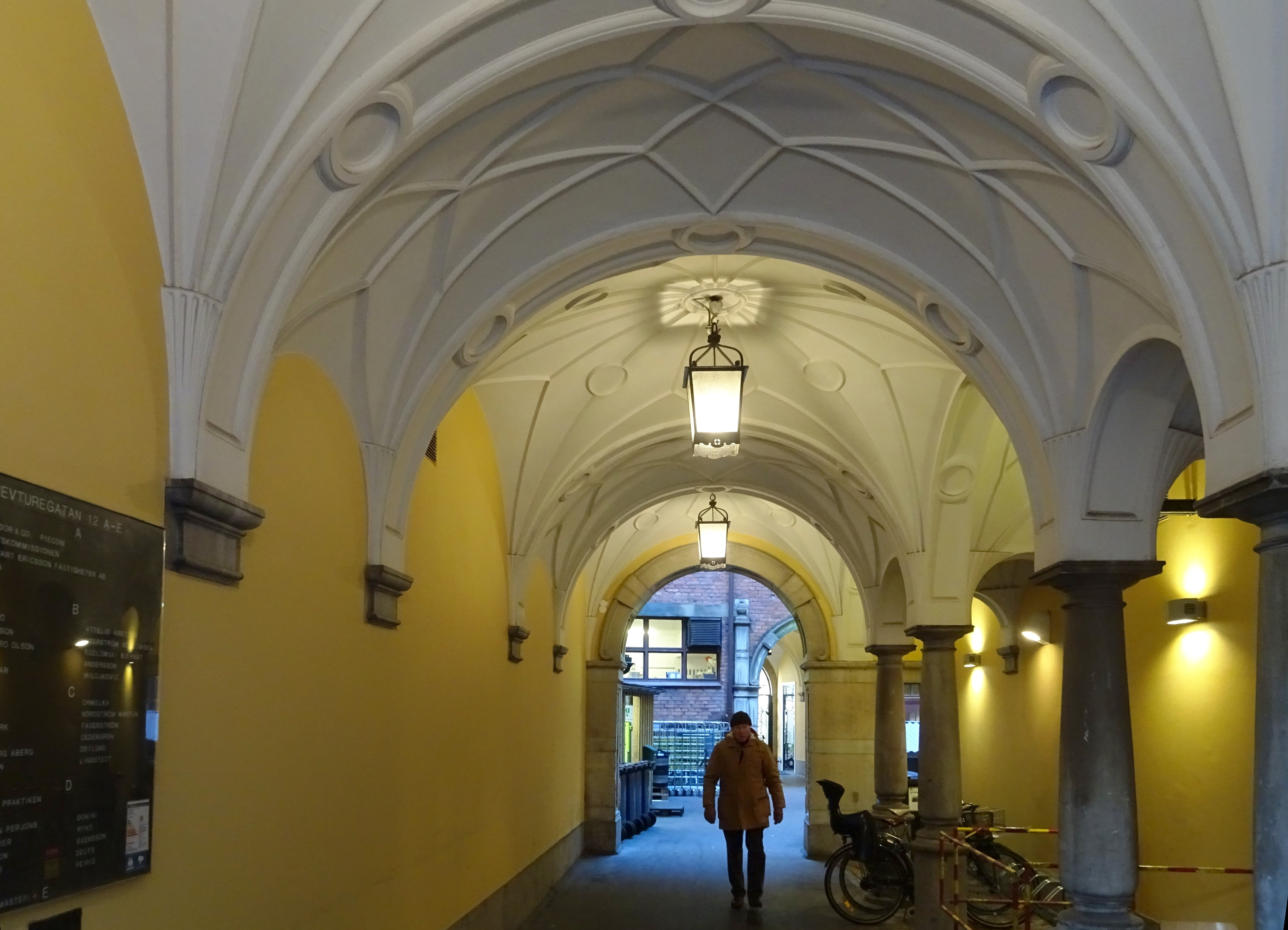
Portgången, vy mot bakgården.
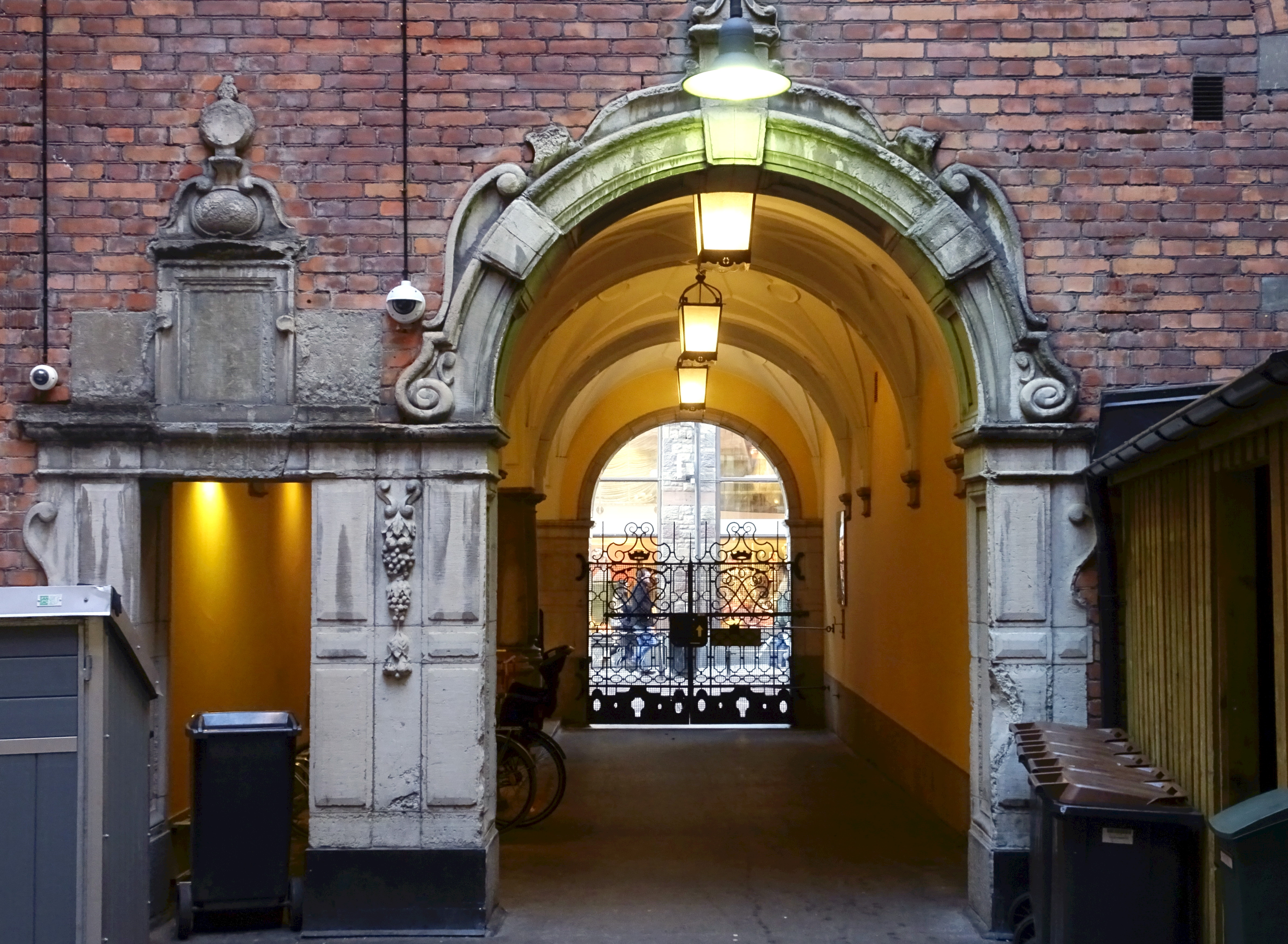
Portgången, vy mot Grev Turegatan.
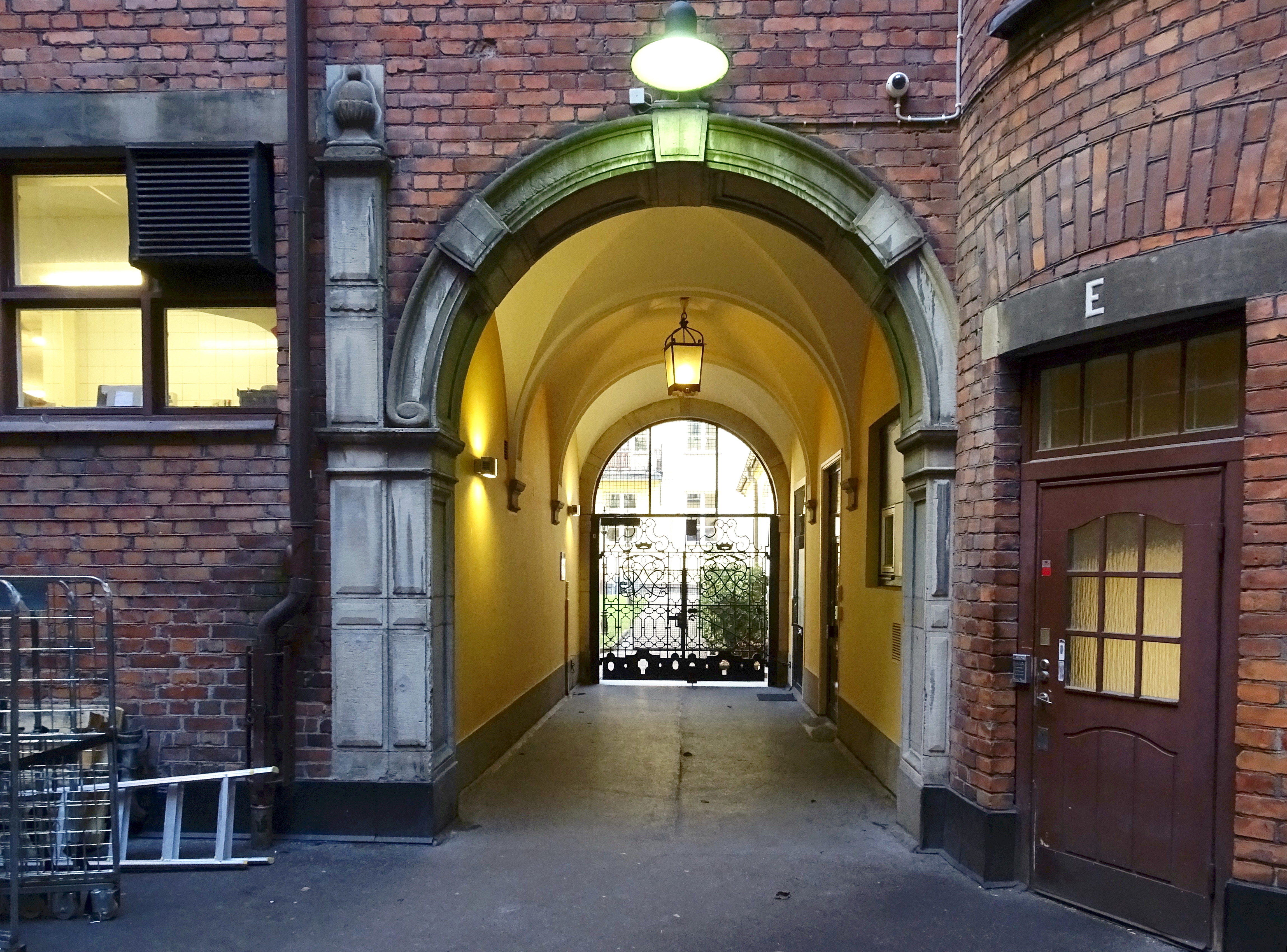
Portgången, vy mot innergården.
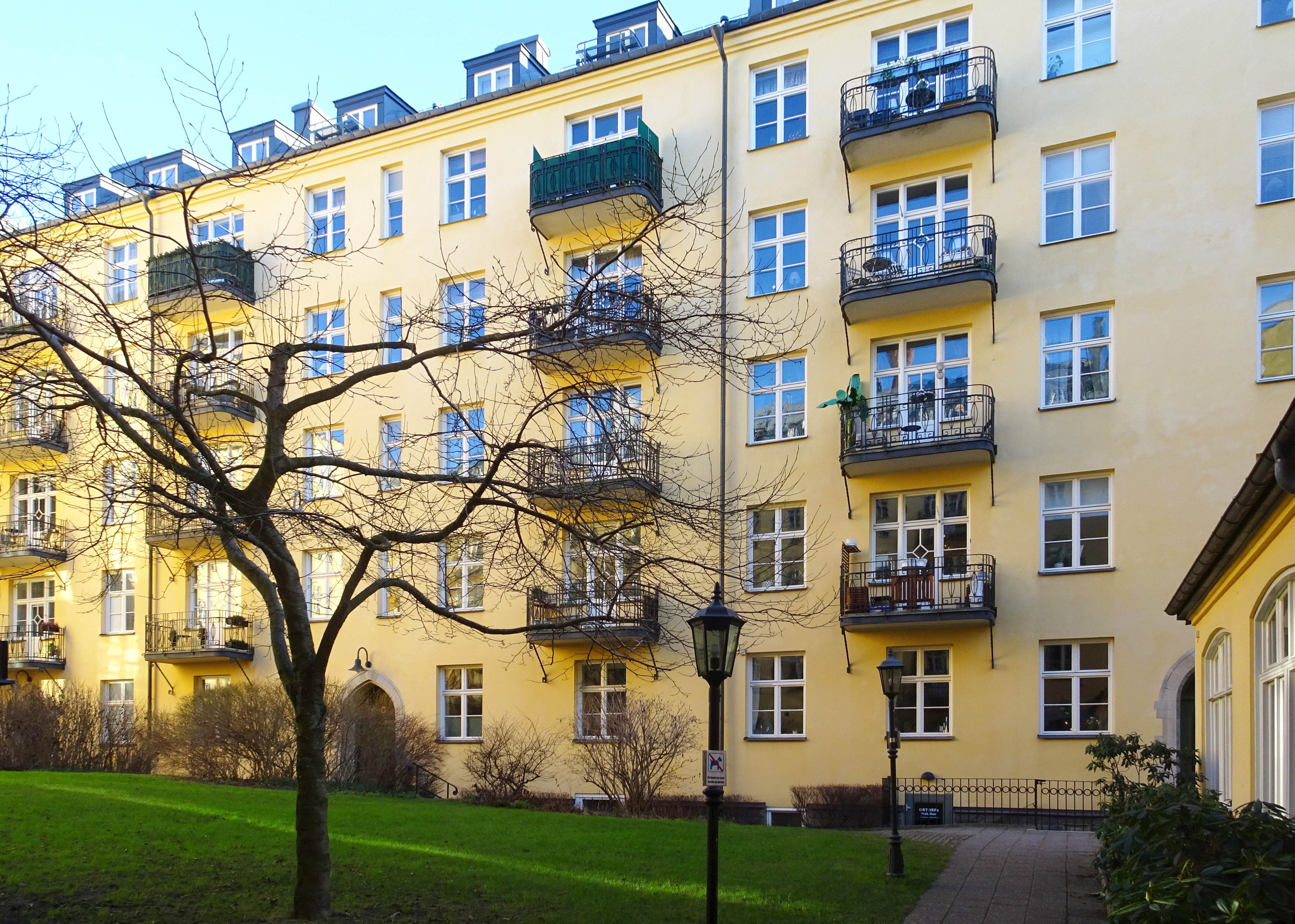
Bostadshuset på innergården, Grev Turegatan 12A–12D.

Nutida bilder, interiör
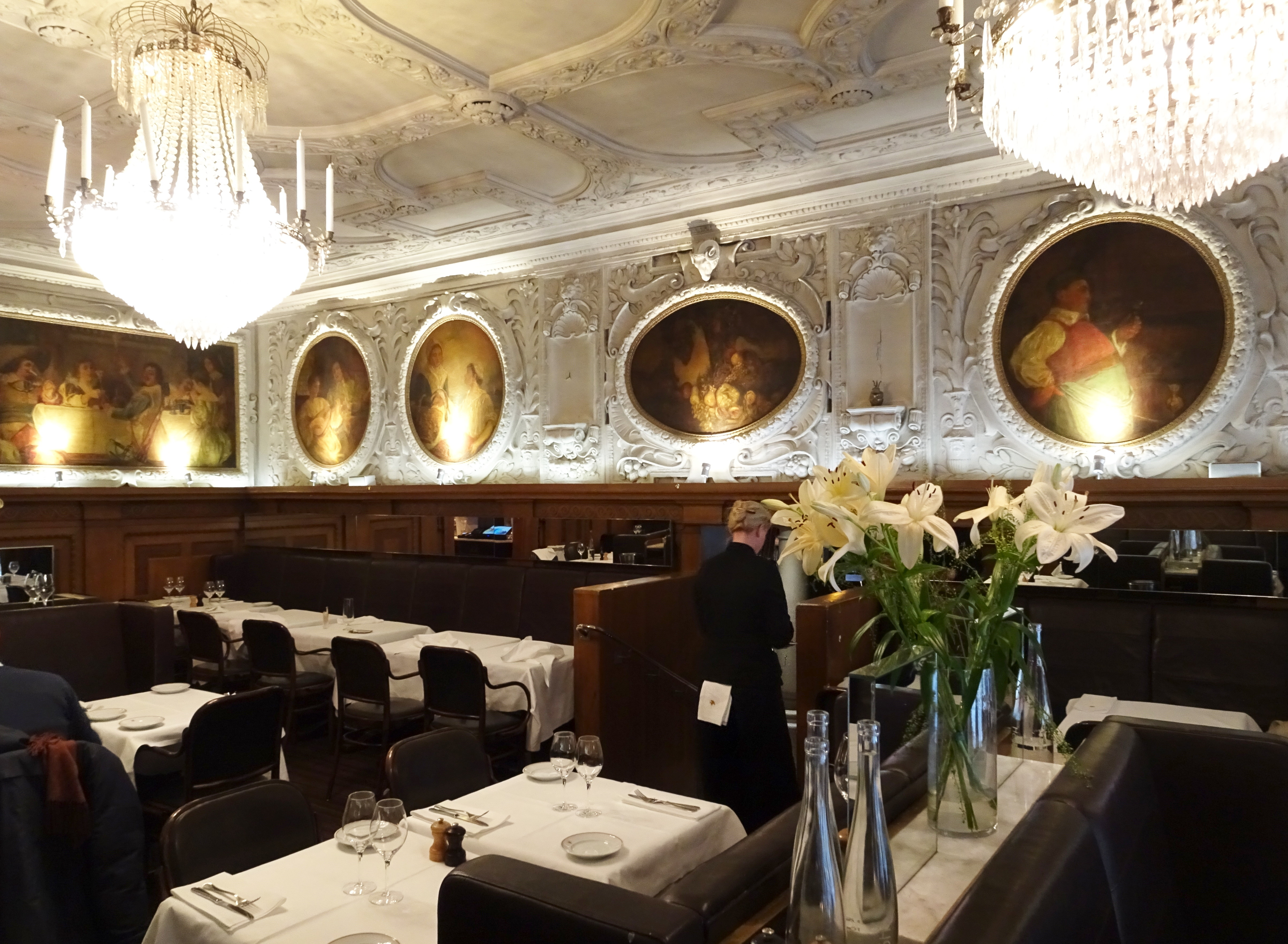
Matsalen i f.d. Restaurang Tattersall, nu i Restaurang Grodan.
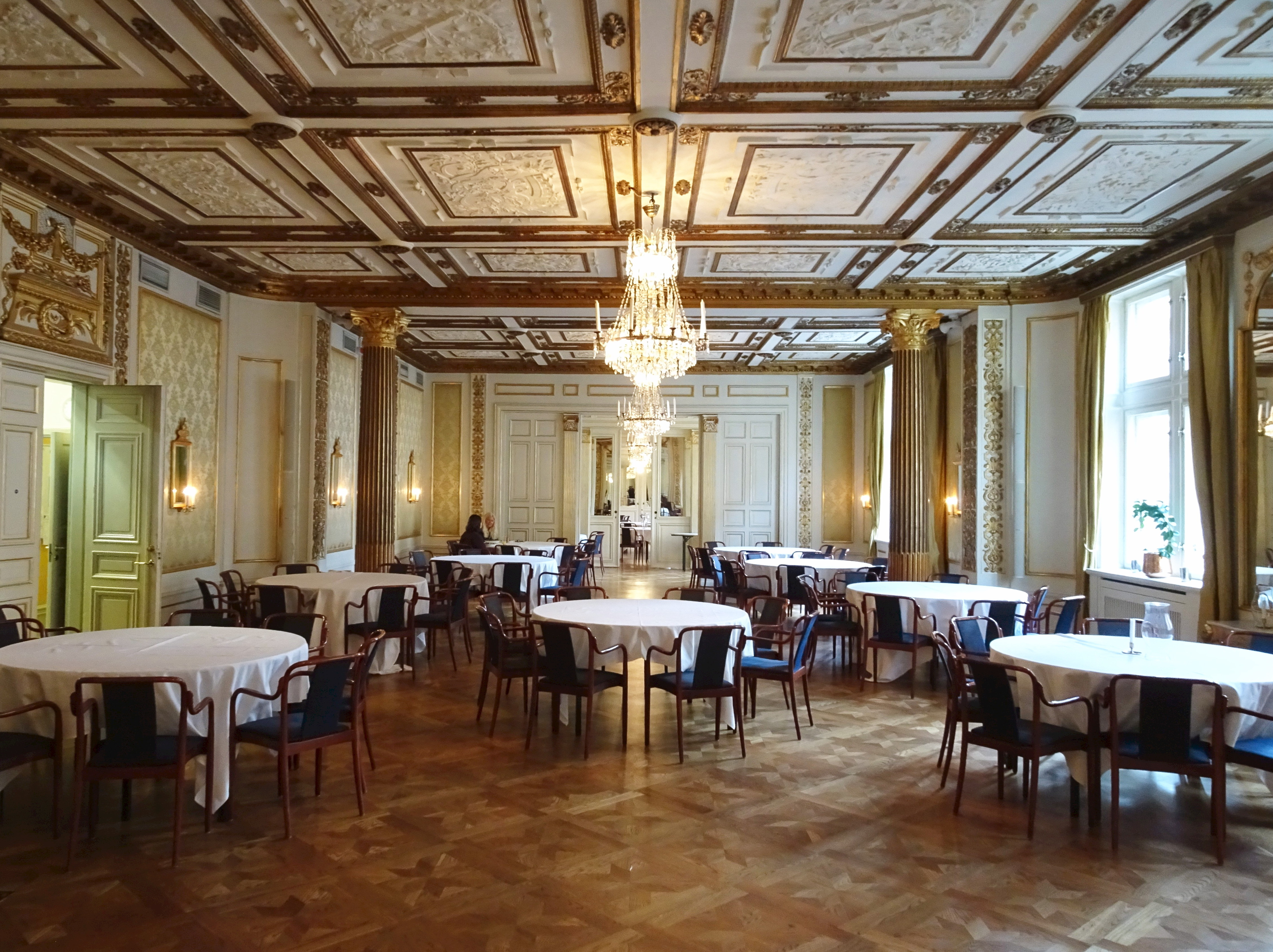
Festsalen.
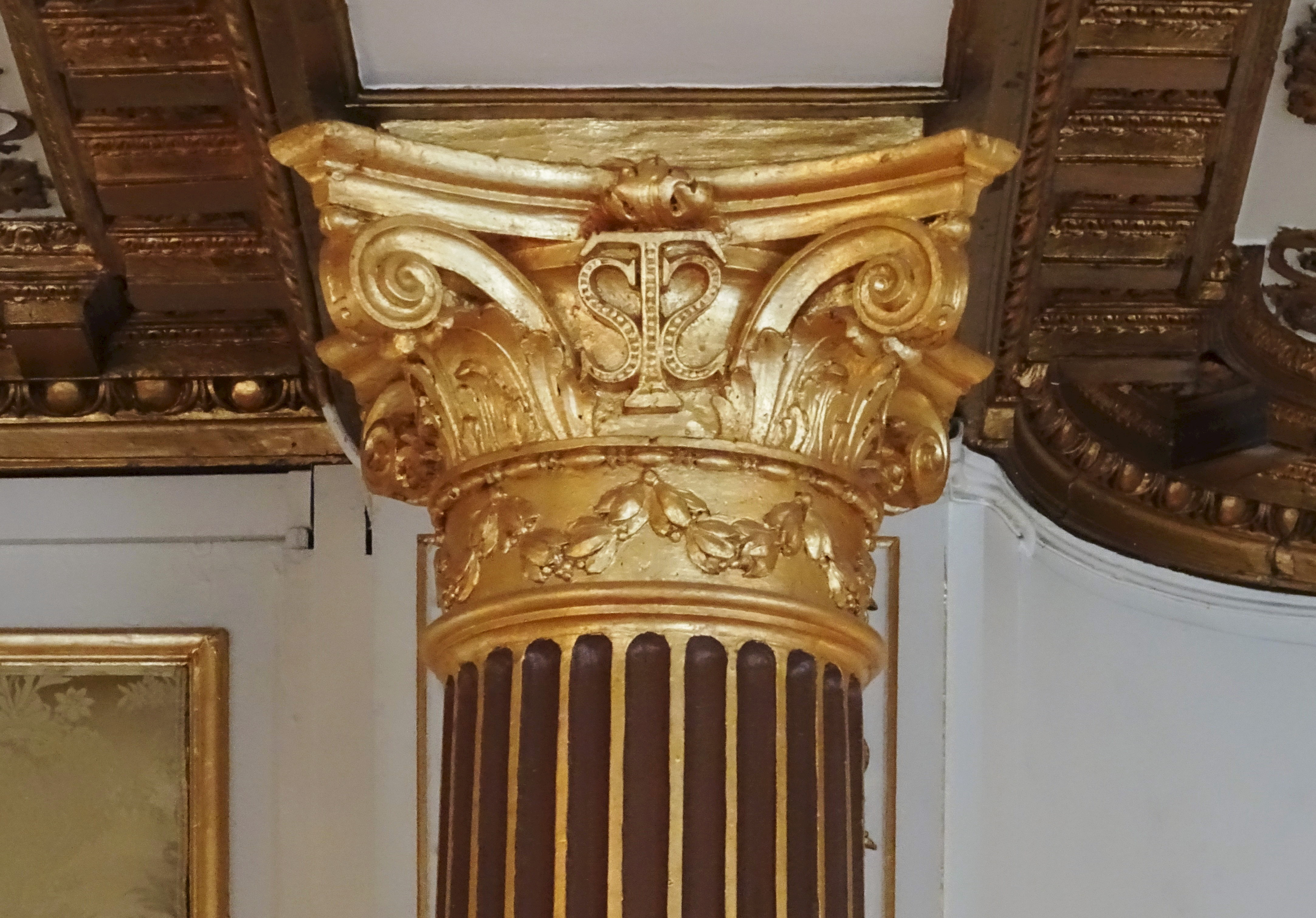
Festsalen, kapitel ("STS": Stockholms Tattersall).
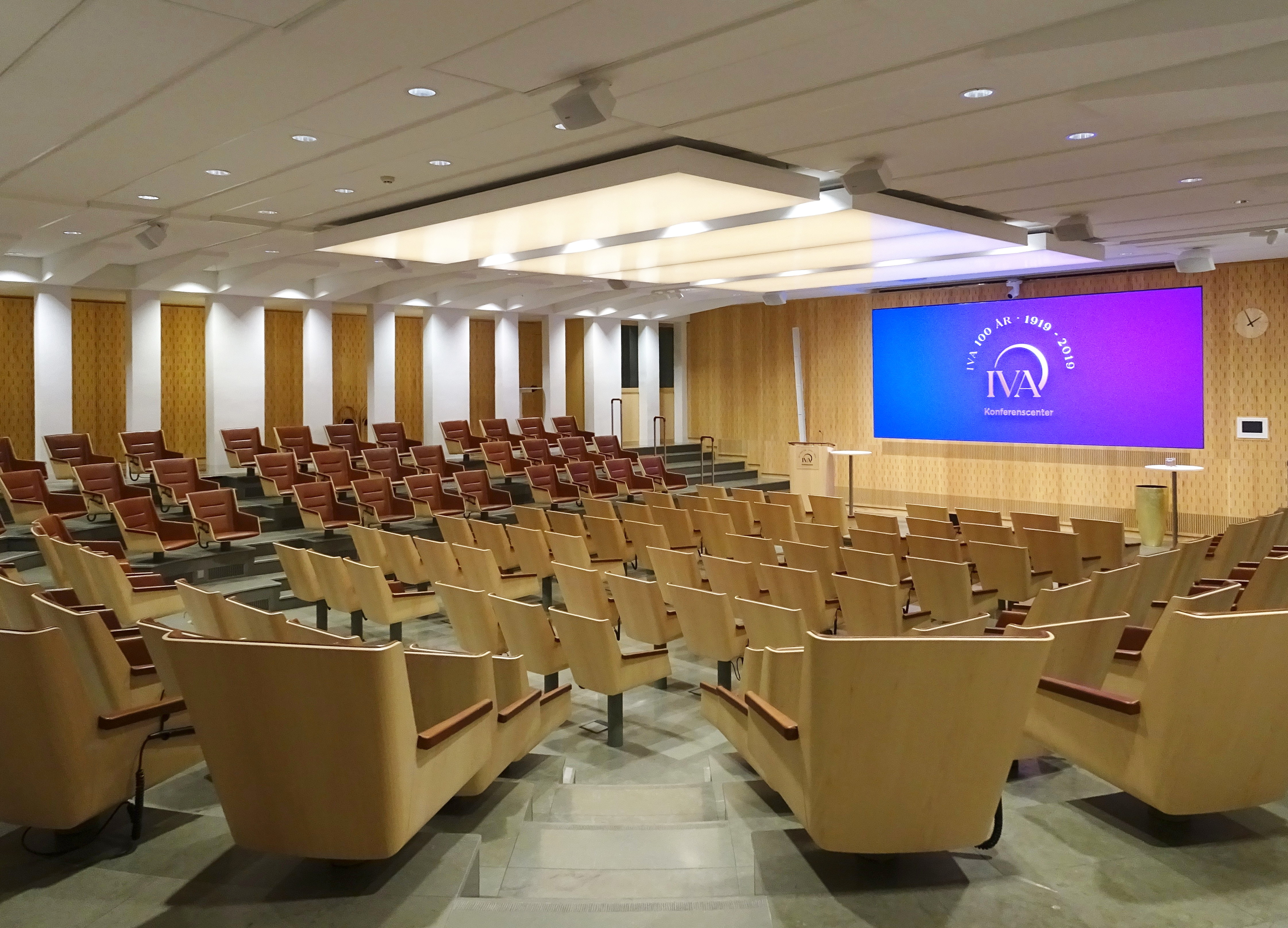
Wallenbergssalen från 1983.